# Імперія пороху
«Імперія пороху» (англ. Gunpowder Empire) — альтернативно-історичний роман американського письменника-фантаста Гаррі Тертлдава Гаррі Тертлдава 2003 року. Це перша частина серії «Перехресний трафік».

## Стислий сюжет
У романі Джеремі та Аманда Солтер — двоє підлітків, які живуть наприкінці ХХІ століття. Їхні батьки працюють на «Перехресному трафіку», торговікомпанії, яка використовує подорожі в часі, щоб подорожувати туди й назад з паралельних версіях Землі, щоб торгувати ресурсами і підтримувати свою версію альтернативної історії Землі. Одного літа діти разом із батьками їдуть до Поліссо — на нашій шкалі часу це село в Румунії з руїнами древнього Поролісума неподалік, на альтернативній шкалі часу — велике місто Римської імперії, яка ніколи не розпадалася.
У наступні століття римляни досягли такого рівня, коли винайшли порох — звідси й назва книги — поставивши свої армії приблизно на рівень XVII століття. Однак до 2100 року вони не пережили промислової революції, і багато їхніх соціальних інститутів, зокрема рабство, залишилися майже такими, якими вони були в попередні римські часи. На північ від Римської імперії виросла конкуруюча Литовська імперія, подібна до Речі Посполитої, яка досі існує, і між ними час від часу спалахували війни. Кажуть, що більшість цих війн закінчилася б обміном прикордонних провінцій. Римляни вважають литовців «варварами», хоча насправді вони мають майже однаковий рівень технологій і культури.
Коли мати дітей захворює, їхній батько повертає її додому на лікування, очікуючи, що він повернеться за кілька днів — але обладнання для міжчасової подорожі зазнає розриву зв'язку, внаслідок чого Джеремі та Аманда залишаються в Поліссо. литовська армія переходить кордон, взявши Поліссо в облогу. Водночас римська влада починає підозріло ставитися до їхньої торгової місії та походження годинників і швейцарських армійських ножів, які вони виставляють на продаж і з якими не може зрівнятися жоден ремісник в Імперії.

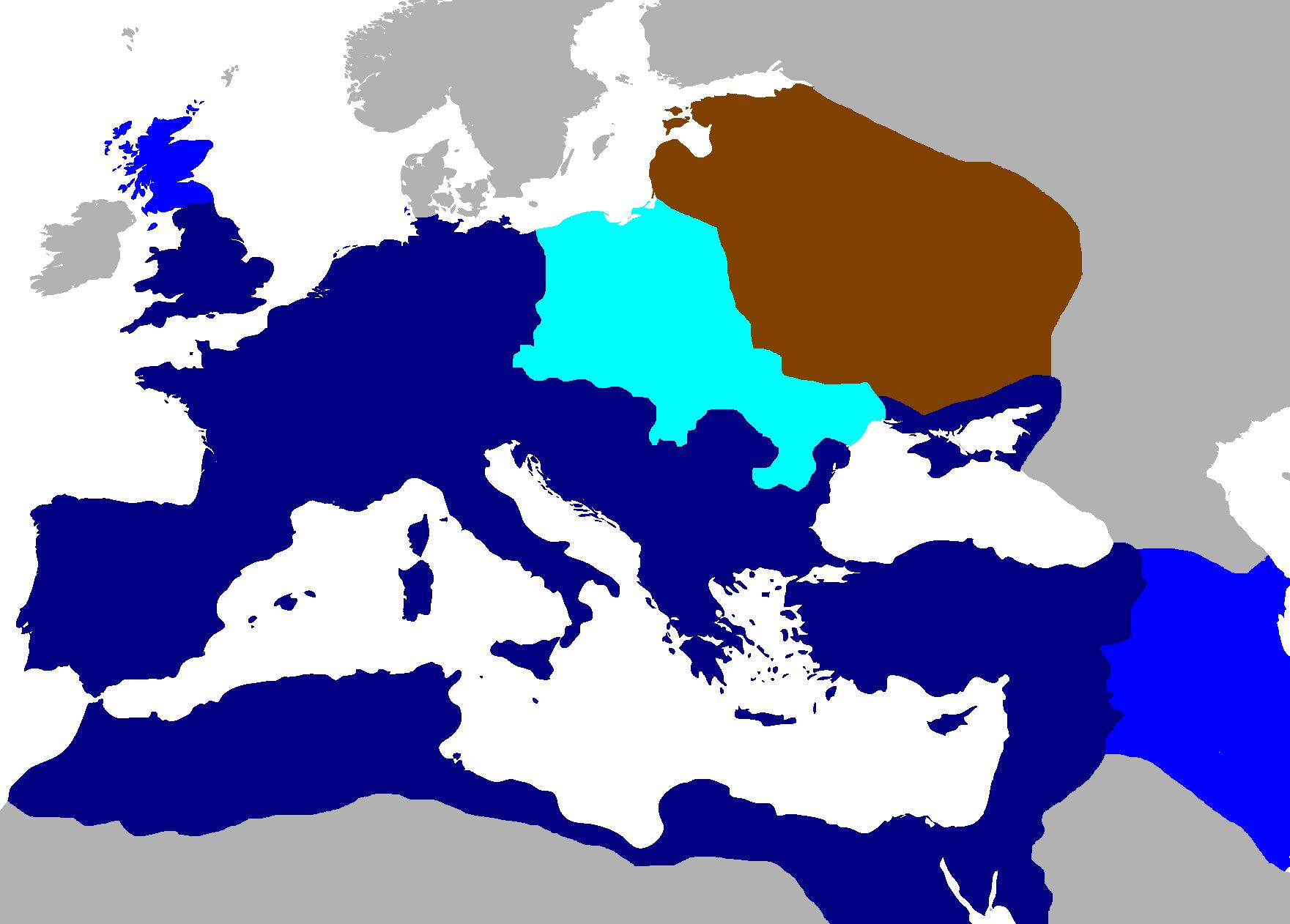
Карта Європи 2100 року нашої ери в кн. Темно-сині зони — території під контролем Риму; блакитні зони — території, які, як припускають, перебувають під контролем Риму, але не згадуються; коричневі зони — литовці; тоді як світло-блакитні зони є спірними областями між римлянами та літовцями

## Відгуки
Роланд Дж. Грін, рецензуючий для Booklist, сказав: «Здавалося б, книга відкриває серію, яка має на меті познайомити з концепцією паралельних світів і поглядом на неї Тертлдава, вона стала даниною пам'яті піонеру паралельних світів Пайпер і добре розказаній, привабливій історії». Пітер Кеннон у рецензії для Publishers Weekly сказав: «Тертлдав ставить своїх героїв-підлітків перед низкою моральних виборів і дилем, які особливо зацікавлять юних шанувальників. Це захоплива історія, яка нагадує нам, що „пригода“ насправді — це чиясь глибока неприємність, що сталася десь далеко звідси». Дон Д'Аммасса у своїй рецензії для Journal Chronicle високо оцінив роман, сказавши: «Мені дуже сподобався цей роман, у якому були живі персонажі та події, і місце дії якого здавалося набагато цікавішим і краще реалізованим, ніж у романі інші останні романи автора».
Назва роману походить від концепції Порохові імперії, що стосується історичних мусульманських імперій, які залишалися стабільними протягом століть завдяки володінню порохом і артилерією; у романі вціліла Римська імперія розвивається схожим шляхом.